# Rigotte de Condrieu

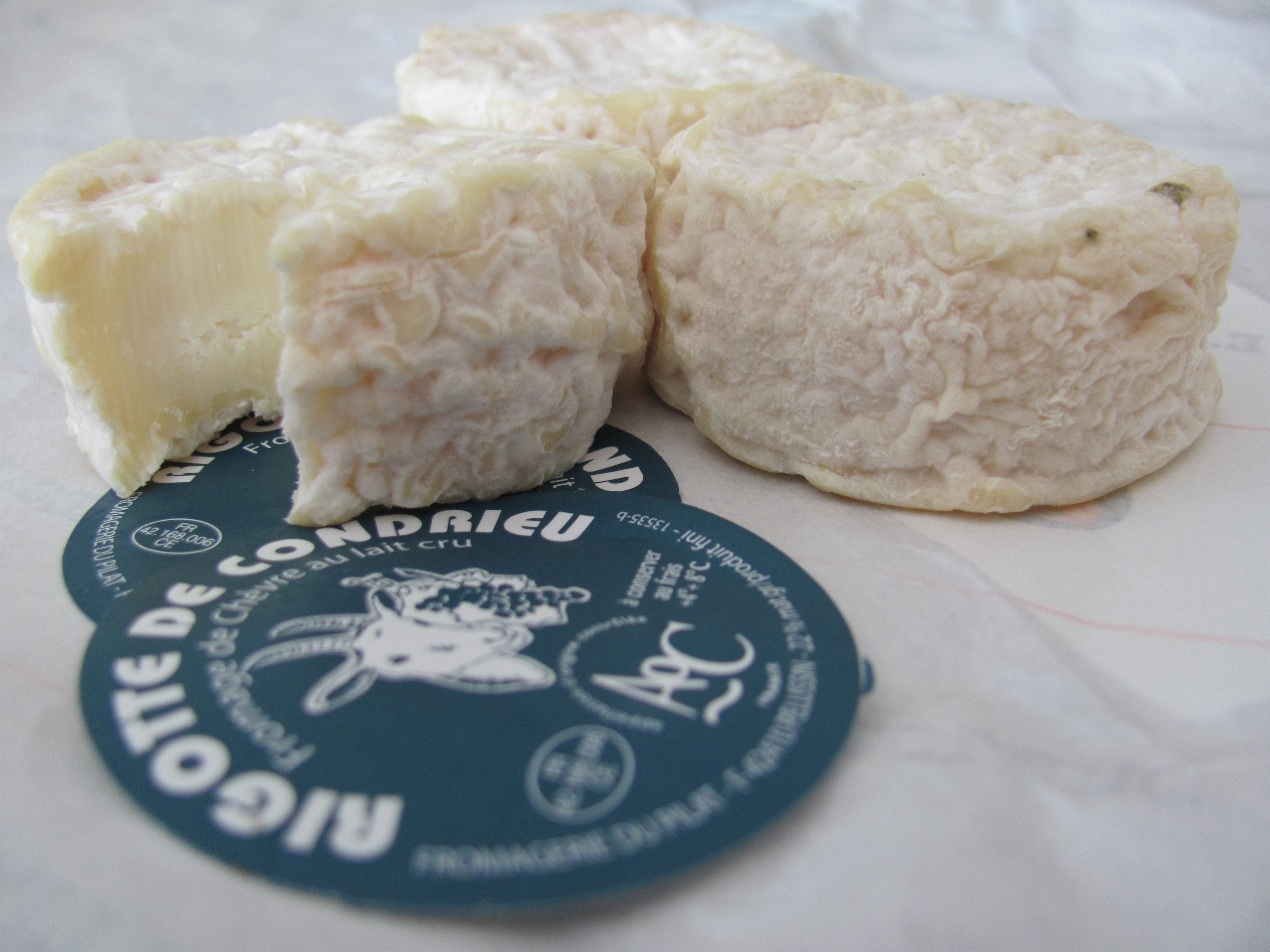
Rigottes de Condrieu.

Rigotte de Condrieu ist ein französischer Weichkäse aus der Ziegen-Rohmilch. Der Name leitete sich von der Gemeinde Condrieu ab.

## Ursprung
Das ehemalige Kanton Condrieu gehört zum Pilat-Massiv. Die geschützte Ursprungsbezeichnung g.U. gilt für mehrere Gemeinden des Départements Rhône und Départements Loire in der Region Auvergne-Rhône-Alpes. Der Schutzstatus AOC gilt seit 2009. Seit 2013 ist die Ursprungsbezeichnung geschützt.
Es handelt sich beim Gebiet um die ursprünglichen Kantonsgemeinden Ampuis, Condrieu, Les Haies, Loire-sur-Rhône, Longes, Sainte-Colombe, Saint-Cyr-sur-le-Rhône, Saint-Romain-en-Gal, Trèves und Tupin-et-Semons im Departement Rhône sowie die heutige Gemeinde Échalas. Ausgenommen ist das städtische Gebiet von Givors und Saint-Romain-en-Gier.
Im Département Loire handelt es sich um die Gemeinden: Le Bessat, Bessey, Bourg-Argental, Burdignes, La Chapelle-Villars, Châteauneuf, Chavanay, Chuyer, Colombier, Doizieux, Farnay, Graix, Lupe, Maclas, Malleval, Pavezin, Pélussin, Planfoy, Roisey, Saint-Appolinard, Sainte-Croix-en-Jarez, Saint-Julien-Molin-Molette, Saint-Michel-sur-Rhône, Saint-Paul-en-Jarez, Saint-Pierre-de-Bœuf, Saint-Sauveur-en-Rue, Tarentaise, La Terrasse-sur-Dorlay, Thélis-la-Combe, La Valla-en-Gier, Véranne, Verin, La Versanne. Ausgenommen ist das städtische Gebiet von Saint-Chamond und Saint-Etienne.

## Name
Für die Herkunft gibt es verschiedene Thesen.
- Der Name „Rigotte“ soll sich auf die steilen Abhänge des Massiv Pilat, die man lokal „rigole“ oder „rigot“ nennt beziehen.[1]
- Genau wie die Bezeichnung Ricotta (italienisch für wiedergekocht) soll sich Rigotte vom zweifachen erhitzen der Molke ableiten oder eine örtliche Dialektform von „goutte“ (Tropfen) sein.[5]
- Rigotte soll im lokalen Dialekt die allgemeine Bezeichnung für Käse sein.[6]

## Merkmale

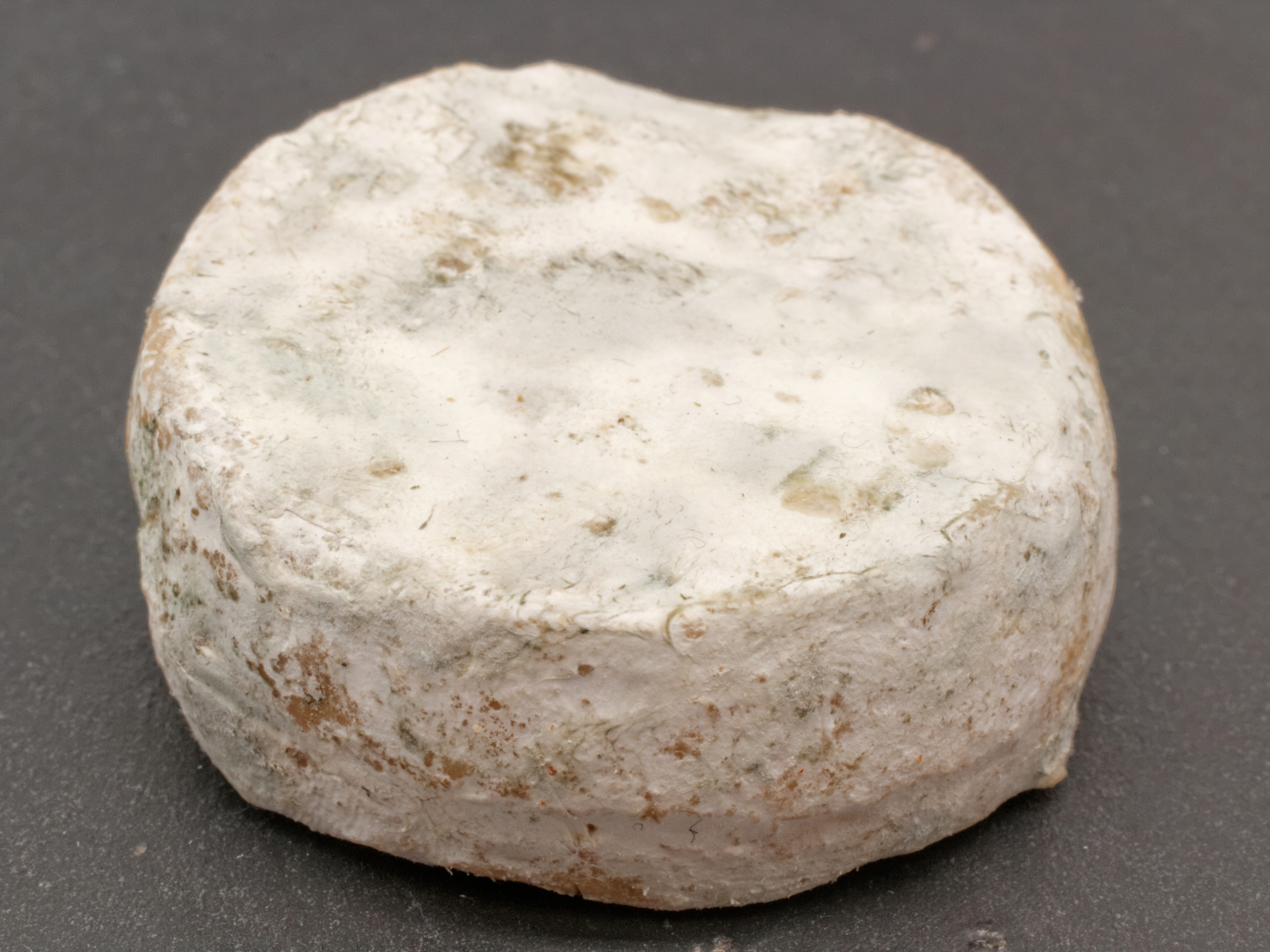
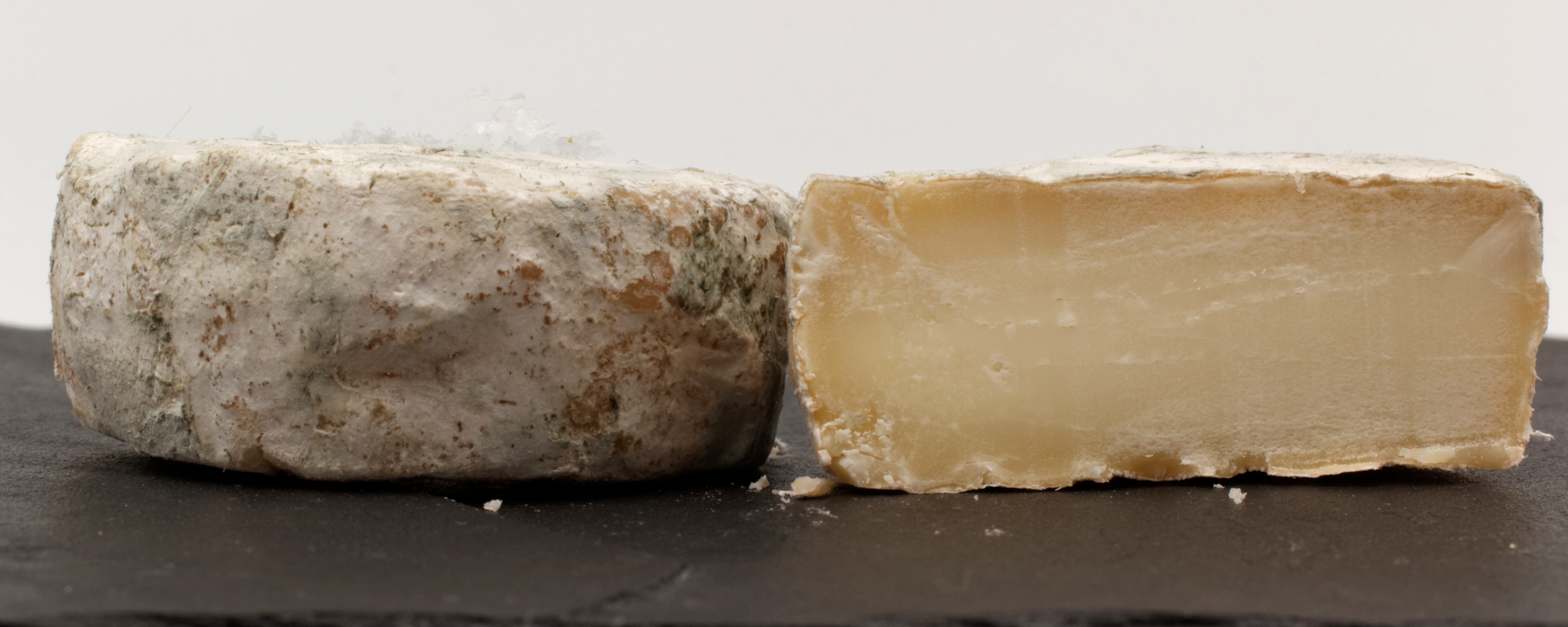
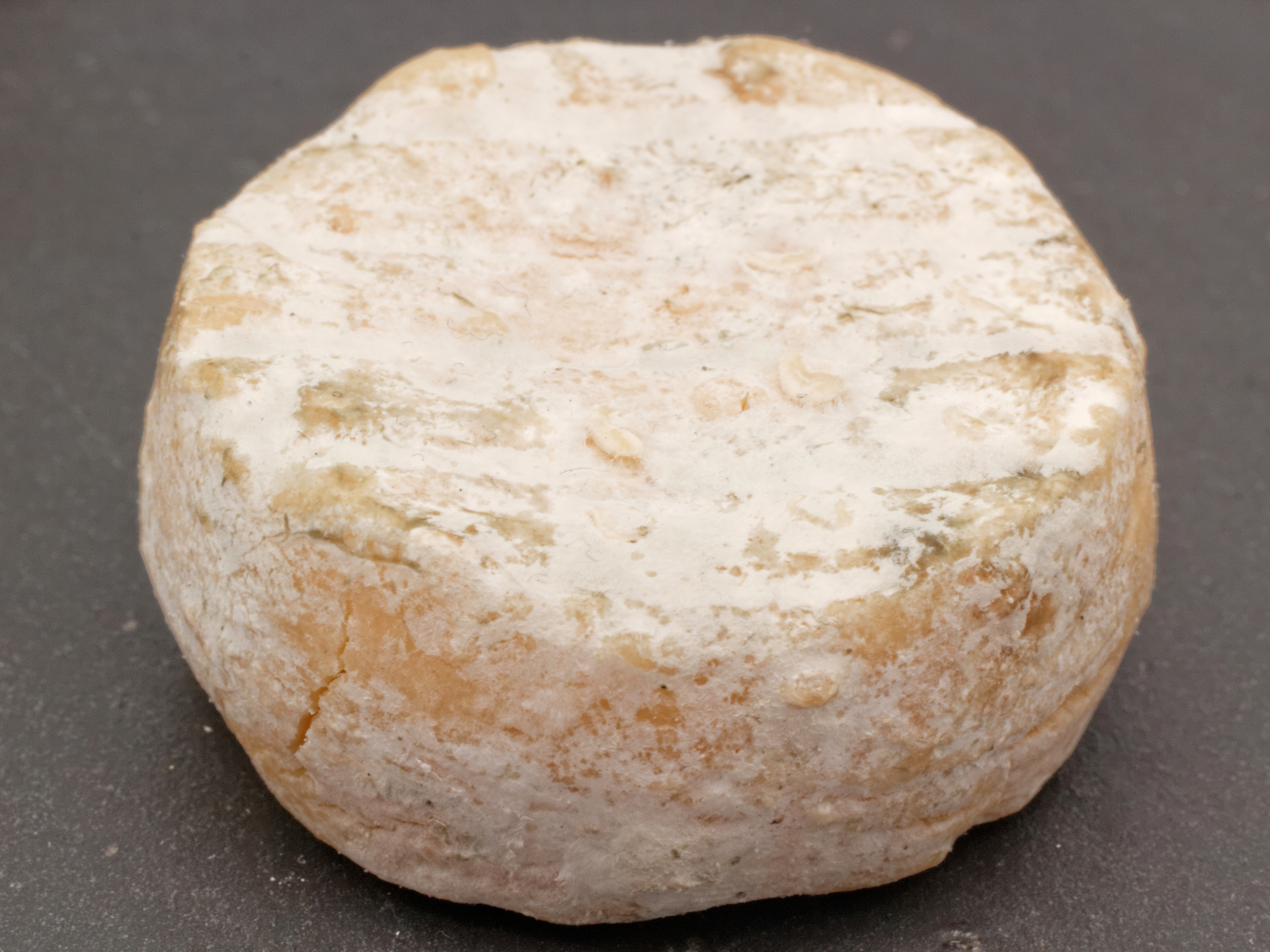
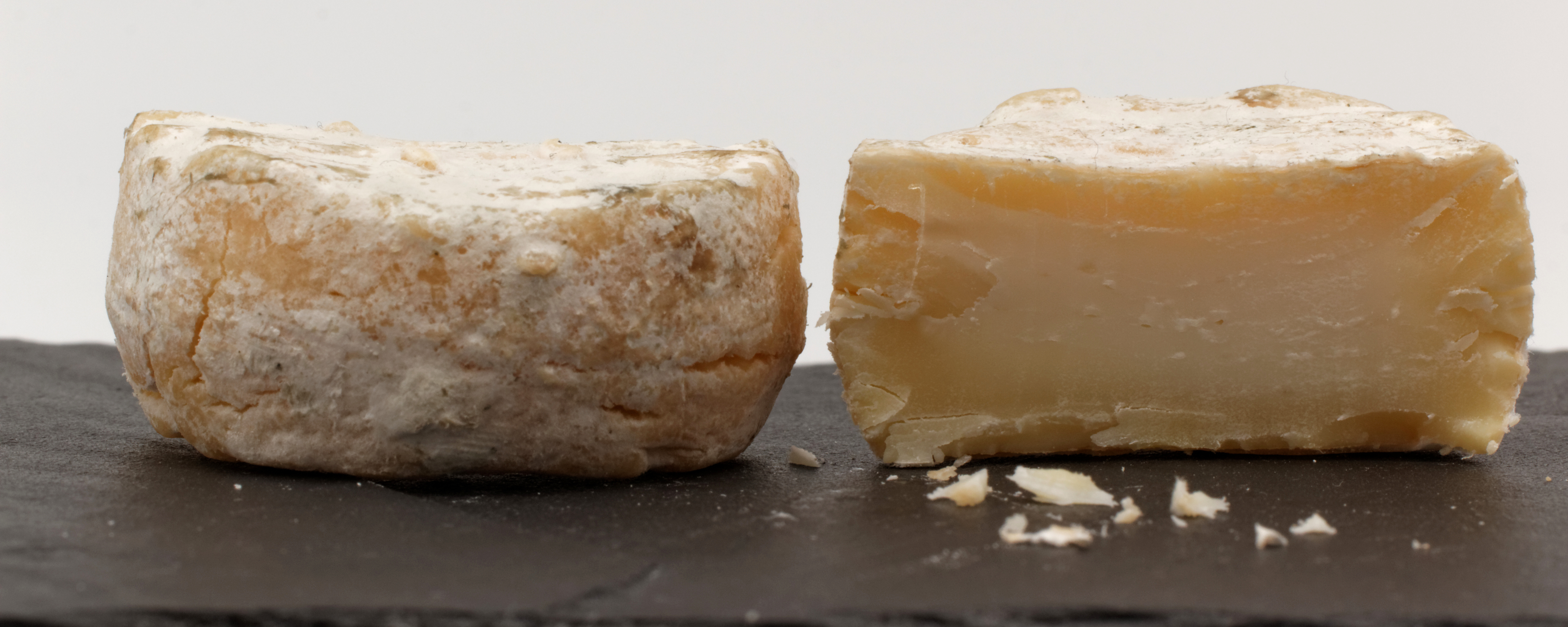

Die Definition der Merkmale weicht je nach dem Zeitpunkt der Veröffentlichung ab. Produkte mit geschützter Ursprungsbezeichnung sind gesetzlich definiert, während in der Literatur auch andere Formen beschrieben werden.
Es wird nicht standardisierte Ziegenmilch verwendet. Jedoch gibt es Einschränkungen in der Art des Futters wie der Herkunft dessen. Es soll überwiegend regional erzeugtes Grünfutter, Gras und Heu verwendet werden. Der Einsatz von Silagefutter und genveränderten Pflanzen ist ausgeschlossen.
Der Fettgehalt beträgt 40 bis 50 % Fett i. Tr. Die Reifezeit beträgt mindestens 8 Tage und kann bis zu 3 Wochen ausgedehnt werden. Er hat eine weiße, elfenbeinfarbene oder bläuliche natürliche Schimmelrinde. Der Käse soll eine feste geschmeidige bis cremige Konsistenz ohne Löcher besitzen.
Im Gegensatz zu Käsen aus Kuhmilch wurden traditionell Formen bis zu 7 cm Durchmesser verwendet. Dadurch entstand während der Reifung die typische zylindrische Form. Der Durchmesser beträgt 4 bis 5 cm. Die Höhe variiert zwischen 15 und 30 mm. Das Mindestgewicht liegt bei 30 Gramm. Die Form soll „kleinen Käsetalern“ entsprechen. 2023 wurde 41 Tonnen produziert, davon 30 fermier.